# 3-я танковая армия (вермахт)
3-я танковая армия (нем. 3. Panzerarmee) — оперативное объединение (танковая армия) сухопутных войск нацистской Германии периода Второй мировой войны.
Армия была создана 16 ноября 1940 года как 3-я танковая группа (нем. Panzergruppe 3) на основе 15-го моторизованного корпуса. 1 января 1942 года танковая группа была переименована в танковую армию. С июня 1941 года и до конца Второй мировой войны воевала на Восточном фронте, где и была впоследствии почти полностью разгромлена.

## Боевой путь армии
С 22 июня 1941 года в составе группы армий «Центр» наступала в Литве на Вильнюс. После занятия Вильнюса 24 июня моторизованные корпуса 3-й танковой группы повернули на Минск, обходя основные силы советского Западного фронта с севера. 28 июня соединения 3-й танковой группы прорвали «линию Сталина» и ворвались в Минск.
10 июля 1941 года войска группы армий «Центр» силами 2-й танковой группы из района Шклова и 3-й танковой группы из района Витебска нанесли два мощных удара в направлении Ельни и Духовщины, стремясь окружить большую группировку советских войск в районе Смоленска. Началось грандиозное Смоленское сражение.
В июле 1941 года соединения 3-й танковой группы Германа Гота заняли Витебск и продвинулись до Смоленска, обошли Полоцк и заняли Невель, затем сражались за Великие Луки.
10 октября захватила город Сычёвка.

Калининская оборонительная операция. Московская битва (1941—1942)

16 октября 3-я танковая группа частью сил начала наступление из Калинина в северо-западном направлении на Торжок, которое прикрывалось только 8-й танковой бригадой и мотоциклетным полком из состава группы генерала Ватутина.
После тяжелых боев 3-я танковая группа 23 ноября захватила Клин.
В наступлении на Москву соединения 3-й танковой группы вышли на Московский канал в районе Клина.
В результате советского контрнаступления в начале 1942 года отступила в район Великих Лук.
В 1943—1944 годах вела бои в районе Витебска. Стоит отметить, на территории Белоруссии предоставляла свои подразделения оккупационным войскам для проведения масштабных карательных операций против белорусских партизан (операции «Зимнее волшебство», «Весенний праздник»).
Летом 1944 года армия с боями отступила в район Каунаса. В полосе наступления 3-го Белорусского фронта, шириной более 200 км, имелось 12 пехотных дивизий 3-й танковой и 4-й армий, не считая средств усиления и других отдельных частей и подразделений.
В сентябре—октябре 1944 года — оборона в Прибалтике в ходе советской наступательной Рижской операции.
В 1945 году — оборонительные бои в Восточной Пруссии, затем в Померании и на реке Одер.

## Боевой состав
| На 22 июня 1941 года: - 6-й армейский корпус - 6-я пехотная дивизия - 26-я пехотная дивизия - 39-й моторизованный корпус - 7-я танковая дивизия - 20-я танковая дивизия - 14-я моторизованная дивизия - 20-я моторизованная дивизия - 5-й армейский корпус - 5-я пехотная дивизия - 35-я пехотная дивизия - 57-й моторизованный корпус - 12-я танковая дивизия - 19-я танковая дивизия - 18-я моторизованная дивизия Уже 23 июня армейские корпуса перешли в подчинение 9-й армии. В июле 1941: - 39-й моторизованный корпус - 57-й моторизованный корпус В октябре 1941: - 5-й армейский корпус - 6-й армейский корпус - 41-й армейский корпус - 56-й армейский корпус | В январе 1942: - 41-й армейский корпус - 56-й армейский корпус В марте 1942: - 59-й армейский корпус В июне 1942: - 9-й армейский корпус - 20-й армейский корпус - 41-й армейский корпус В октябре 1942: - 9-й армейский корпус - 20-й армейский корпус В ноябре 1942: - 46-й танковый корпус - 9-й армейский корпус - 20-й армейский корпус В июле 1943: - 6-й армейский корпус - 43-й армейский корпус - 59-й армейский корпус - 2-й полевой корпус В ноябре 1943: - 6-й армейский корпус - 9-й армейский корпус - 53-й армейский корпус | В июле 1944: - 9-й армейский корпус - 56-й армейский корпус В сентябре 1944: - 39-й танковый корпус - 40-й танковый корпус - 9-й армейский корпус - 24-й армейский корпус - 12-й армейский корпус СС В октябре 1944: - 40-й танковый корпус - 9-й армейский корпус - 28-й армейский корпус В декабре 1944: - 9-й армейский корпус - 26-й армейский корпус - 28-й армейский корпус В январе 1945: - 9-й армейский корпус - 28-й армейский корпус В апреле 1945: - 46-й танковый корпус - 3-й танковый корпус СС - 32-й армейский корпус |

## Командный состав армии

### Командующие армией (Oberbefehlshaber)
- Герман Гот, генерал-полковник — (16 ноября 1940 — 5 октября 1941)
- Георг Рейнгардт, генерал танковых войск (с 1 января 1942 — генерал-полковник) — (5 октября 1941 — 15 августа 1944)
- Эрхард Раус, генерал танковых войск (с 20 сентября 1944 — генерал-полковник) — (15 августа 1944 — 9 марта 1945)
- Хассо фон Мантойфель, генерал танковых войск — (9 марта 1945 — 3 мая 1945)